# Microregione di Barra de São Francisco
Barra de São Francisco è una microregione dello Stato dell'Espírito Santo in Brasile appartenente alla mesoregione di Noroeste Espírito-Santense.

## Comuni
Comprende 4 comuni:
- Água Doce do Norte
- Barra de São Francisco
- Ecoporanga
- Mantenópolis